# Велосипедная рулевая колонка

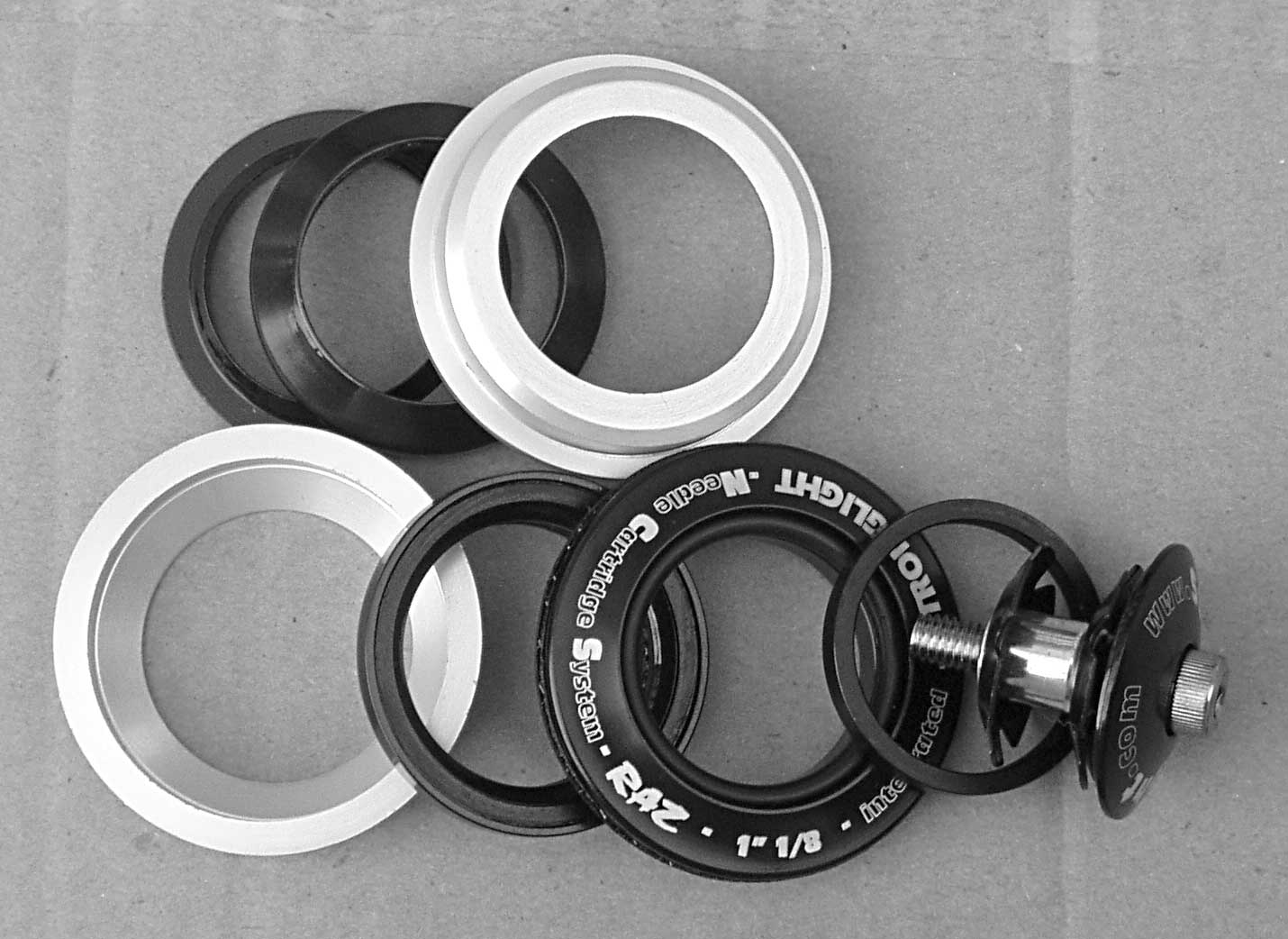
Рулевая с игольчатыми подшипниками

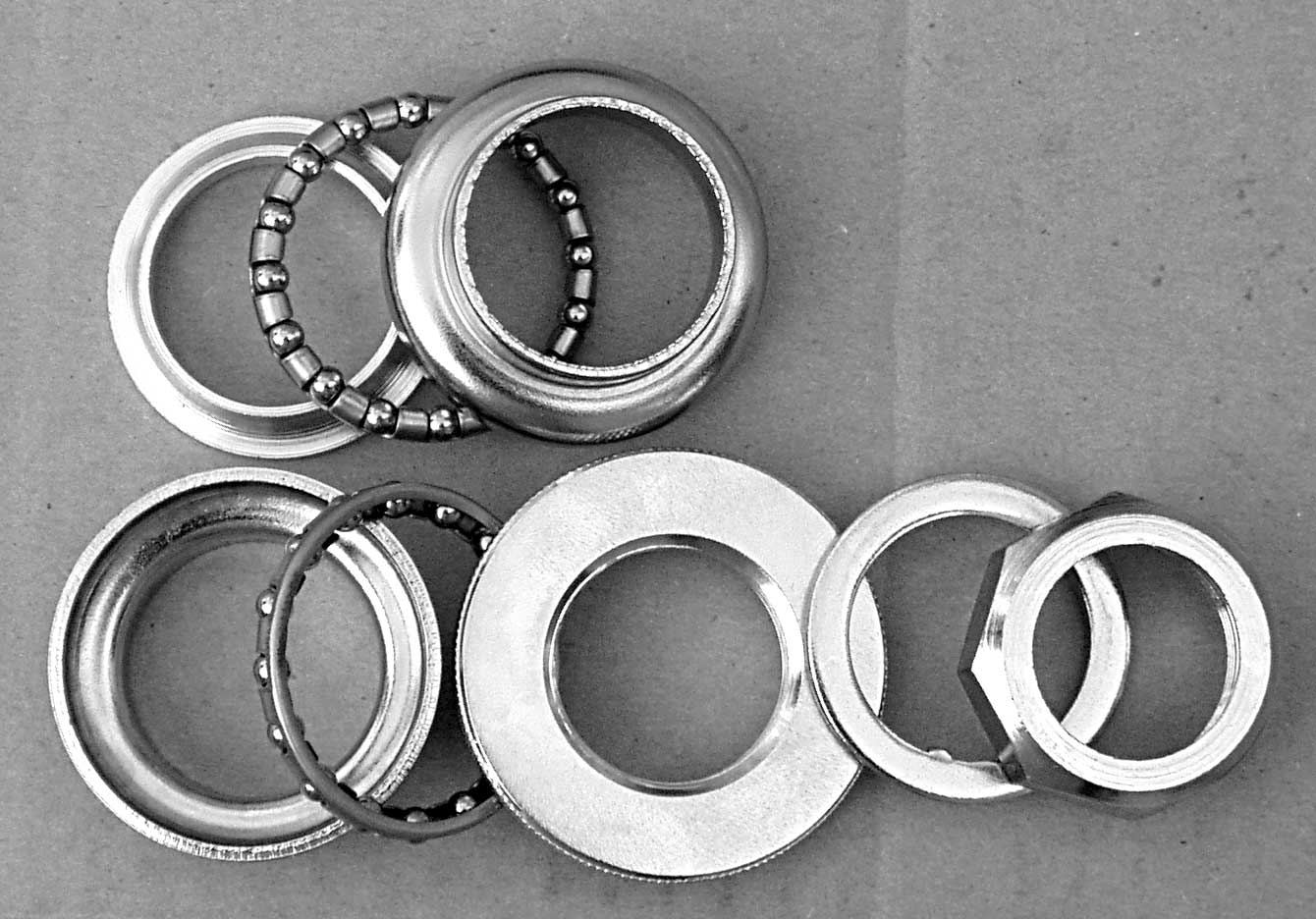
Классическая рулевая

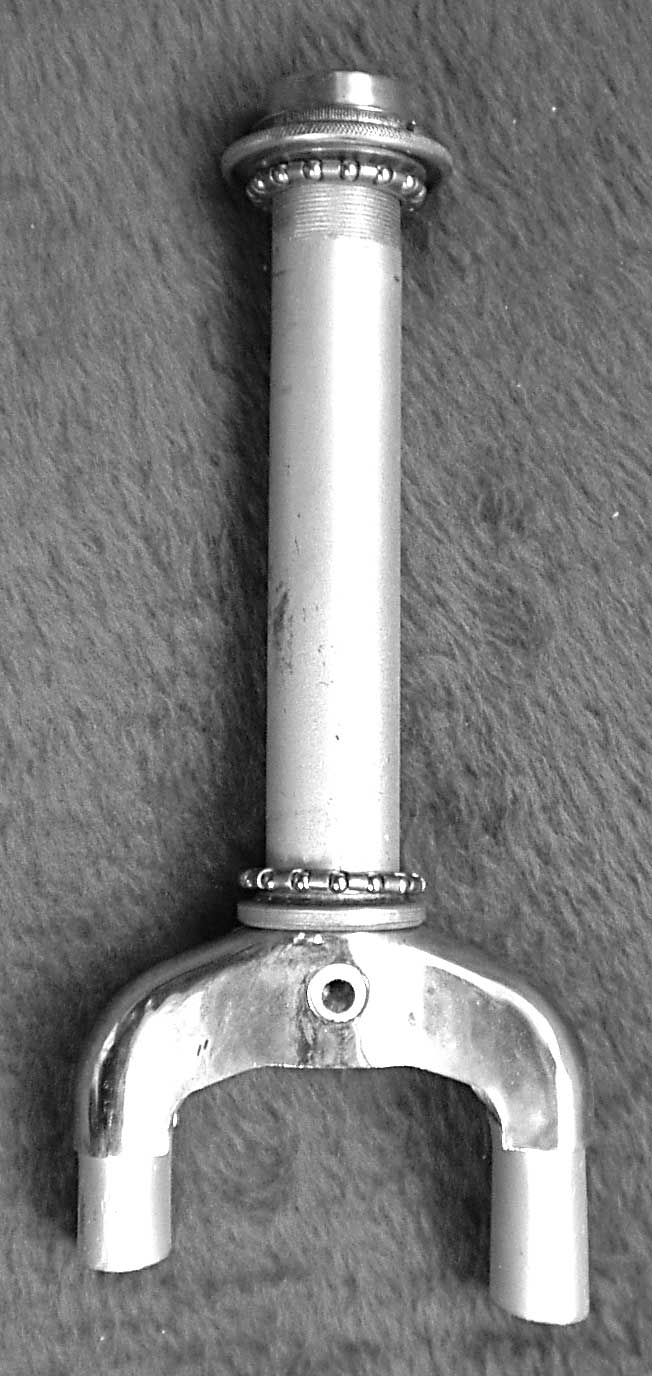
Конструкция рулевой колонки

Рулева́я коло́нка велосипе́да (жарг. «рулевая»)  предназначена для обеспечения вращения вокруг оси велосипедной вилки в рулевом стакане рамы. Состоит из верхней и нижней чашек, двух подшипников и упорных колец.

## Размеры
Все диаметры обозначены в мм.
|                         | 1" (25,4 x 24) | 1 1/8" | 1 1/4" | 1,5" |
| Конус вилки             | 26,4           | 30,0   | 33,0   | 39,1 |
| Рулевой стакан — внутри | 30,2           | 34,2   | 37,0   | 42,9 |
| Шток вилки — снаружи    | 25,4           | 28,6   | 31,0   |      |
| Шток вилки — внутри     | 22,3           | 25,5   | 28,7   |      |
| Рулевая труба — снаружи | 22,2           | 25,4   | 28,6   |      |

## Устройство
Чашки как правило запрессовываются в раму, а нижнее кольцо напрессовывается на рулевую трубу вилки. Подшипники могут быть насыпными и картриджными, как шариковыми, так и игольчатыми. последние преобладают на дорогих моделях велосипедов. Нередко используется один шариковый и один игольчатый подшипник.

## Установка и регулировка
Чашки запрессовывают в предварительно отторцованную раму. Просто забивать молотком нельзя, поскольку велик шанс неровно установить чашки, повредить их, или, того хуже, саму раму. После запрессовки надо проверить раму на отсутствие трещин.
Регулировка осуществляется закручиванием верхней конусной гайки. О правильности регулировки говорит отсутствие люфта при сохранении мягкости и ровности хода. Отсутствие люфта проверяется так: при установленном руле зажимают передний тормоз и толкают велосипед взад-вперед. При наличии люфта, он будет отдаваться в руле. Следует заметить, что низкокачественная, или сильно изношенная вилка может иметь некоторый люфт ног, что так же будет отдаваться в руле Руль должен поворачиваться под собственной тяжестью при малейшем наклоне велосипеда(при поднятом переднем колесе). Это служит критерием плавности хода.